# Dawkinsia
Dawkinsia is een geslacht van straalvinnige vissen uit de familie van de eigenlijke karpers (Cyprinidae). Het geslacht is voor het eerst wetenschappelijk beschreven in 2012. Het geslacht is vernoemd naar evolutiebioloog Richard Dawkins. Dawkinsia is een afsplitsing van het geslacht Puntius.

## Soorten
De volgende soorten zijn bij het geslacht ingedeeld:
- Dawkinsia apsara (Katwate, Knight, Anoop, Raghavan & Dahanukar, 2020)
- Dawkinsia arulius (Jerdon, 1849)
- Dawkinsia assimilis (Jerdon, 1849)
- Dawkinsia exclamatio (Pethiyagoda & Kottelat, 2005)
- Dawkinsia filamentosa (Valenciennes, 1844)
- Dawkinsia rohani (Rema Devi, Indra & Knight, 2010)
- Dawkinsia rubrotinctus (Jerdon, 1849)
- Dawkinsia singhala (Duncker, 1912)
- Dawkinsia srilankensis (Senanayake, 1985)
- Dawkinsia tambraparniei (Silas, 1954)
- Dawkinsia uttara (Katwate, Apte & Raghavan, 2020)